# ティッコギ
ティッコギ（ハングル:뒷고기）は韓国・金海市発祥の焼肉料理である。

## 概要
「ティッ」（뒷）は朝鮮語で「後ろ」「裏側」などを意味し、「コギ」（고기）は「肉」を意味する。
金海には複数の屠殺場があり、精肉を生産していた。屠殺場の労働者が、精肉後に出る豚の骨の周囲に残った屑肉をそぎ落とし、自分たちで食用にしたり、密かに食用に横流ししたりしていた。本来廃棄物である部位のため安価であるが、濃厚な味が評判となり、金海やその周辺の釜山市、昌原市などでも食されるようになった。
精肉後の骨の残りの部位のため、ティッコギとして供される肉は特定の一定の部位ではなく、様々な部位の肉が混在している。